# Gresse-en-Vercors
Gresse-en-Vercors è un comune francese di 402 abitanti situato nel dipartimento dell'Isère della regione dell'Alvernia-Rodano-Alpi. Il comune francese è gemellato con  Calvanico  comune italiano in provincia di Salerno, dal 2003.

## Società

### Evoluzione demografica
Abitanti censiti